# Thane
Thane (även Thana, hindi: ठाणे) är en stad i den indiska delstaten Maharashtra.
Thane är belägen på båda sidor Thanefloden, strax nordost om Bombay, med den västra delen på Salsetteön. Thane är administrativ huvudort för Thanedistriktet och hade 1,8 miljoner invånare vid folkräkningen 2011. Staden ingår i Bombays storstadsområde.